# كاي هويكانغ
كاي هويكانغ (بالصينية: 蔡慧康) (10 أكتوبر 1989 الصين - ) هو لاعب كرة قدم صيني، يلعب كلاعب وسط، شارك في كأس آسيا 2015.

## وصلات خارجية
كاي هويكانغ على موقع قاعدة بيانات كرة القدم.إي يو (الإنجليزية)
- كاي هويكانغ على موقع ناشيونال فوتبول تيمز (الإنجليزية)
- كاي هويكانغ على موقع Soccerway.com (الإنجليزية)
- كاي هويكانغ على موقع اللجنة الأولمبية الصينية (الإنجليزية)